# Syndipnus maculiventris
Syndipnus maculiventris är en stekelart som beskrevs av Per Abraham Roman 1909. Syndipnus maculiventris ingår i släktet Syndipnus och familjen brokparasitsteklar. Arten är reproducerande i Sverige. Inga underarter finns listade i Catalogue of Life.